# Februar 2018
Portal Geschichte | Portal Biografien | Aktuelle Ereignisse | Jahreskalender | Tagesartikel

◄ |
20. Jahrhundert |
21. Jahrhundert

◄ |
1980er |
1990er |
2000er |
2010er
| 2020er | 2030er | 2040er

◄ |
2014 |
2015 |
2016 |
2017 |
2018
| 2019 | 2020 | 2021 | 2022 | ►

◄ |
November 2017 |
Dezember 2017 |
Januar 2018 |
Februar 2018 |
März 2018 |
April 2018 |
Mai 2018 |
►
Dieser Artikel behandelt tagesbezogene Nachrichten und Ereignisse im Februar 2018.

## Tagesgeschehen

### Donnerstag, 1. Februar 2018
- Calais/Frankreich: Bei brutalen Auseinandersetzungen zwischen Gruppen afghanischer und eritreischer Migranten werden mehrere Personen teils schwer verletzt. Innenminister Gérard Collomb spricht von einer „unerträglichen“ Situation und klagt über ein „nie gekanntes Ausmaß der Gewalt“. Migranten stranden in Calais auf ihrer geplanten Weiterreise ins Vereinigte Königreich.[1]
- Ottawa/Kanada: Der kanadische Senat beschließt, dass die englischsprachige Variante der Nationalhymne O Canada künftig alle Geschlechter einschließt. Bei der französischsprachigen Variante ist dies bereits der Fall.[2]
- Washington, D.C./Vereinigte Staaten: Das National Geographic Magazine berichtet über eine amerikanisch-europäische Forschergruppe, die im Dschungel von Guatemala, in der Umgebung von Tikal, die Ruinen von rund 60.000 Bauwerken der Maya-Kultur entdeckte. Die Forscher verwendeten bei ihrer Arbeit die Lasertechnik Lidar.[3]

### Freitag, 2. Februar 2018
- Welkom/Südafrika: Alle 955 durch einen Stromausfall eingeschlossenen Bergarbeiter einer Goldmine nahe Welkom kehren wohlbehalten an die Oberfläche zurück.[4]

### Samstag, 3. Februar 2018
- Macerata/Italien: In der mittelitalienischen Stadt schießt ein Neonazi aus einem fahrenden Auto heraus auf afrikanische Einwanderer. Sechs Personen werden verletzt, der Täter wird anschließend vor einem Kriegerdenkmal festgenommen.[5]

### Sonntag, 4. Februar 2018
- Minneapolis/Vereinigte Staaten: Der Super Bowl 52 im American Football zwischen den Philadelphia Eagles und den New England Patriots endet 41:33. In der Historie der Eagles ist es bei ihrer dritten Teilnahme der erste Sieg im Super Bowl.[6]
- Nikosia/Zypern: Die Präsidentschaftswahl in Zypern gewinnt der bisherige Amtsinhaber Nikos Anastasiadis.[7][8]
- San José/Costa Rica: Bei der Präsidentschaftswahl in Costa Rica kommt es zu einer Stichwahl zwischen Carlos Alvarado Quesada und Fabricio Alvarado Muñoz, die im April 2018 stattfinden wird. Die gleichzeitig stattfindende Parlamentswahl in Costa Rica gewinnen mehrheitlich Parteien links der politischen Mitte wie Partido Acción Ciudadana.[9]

### Montag, 5. Februar 2018
- Malé/Malediven: Präsident Abdulla Yameen verhängt nach tagelangen Ausschreitungen zwischen Opposition und Polizei den Ausnahmezustand über die Hauptstadt. Zudem werden der oberste Richter des Landes, ein anderer Richter am Obersten Gerichtshof sowie der Oppositionsführer, der frühere Präsident Maumoon Abdul Gayoom, festgenommen. Hintergrund der politischen Krise ist ein Urteil über die Freilassung und Rehabilitierung mehrerer Oppositionspolitiker, darunter der frühere Präsident Mohamed Nasheed, das der aktuelle Staatschef nicht umsetzt. Würden die rehabilitierten Oppositionspolitiker ihre Mandate wieder aufnehmen und ins Parlament zurückkehren, hätte Präsident Yameen dort keine Mehrheit mehr.[10]

### Dienstag, 6. Februar 2018

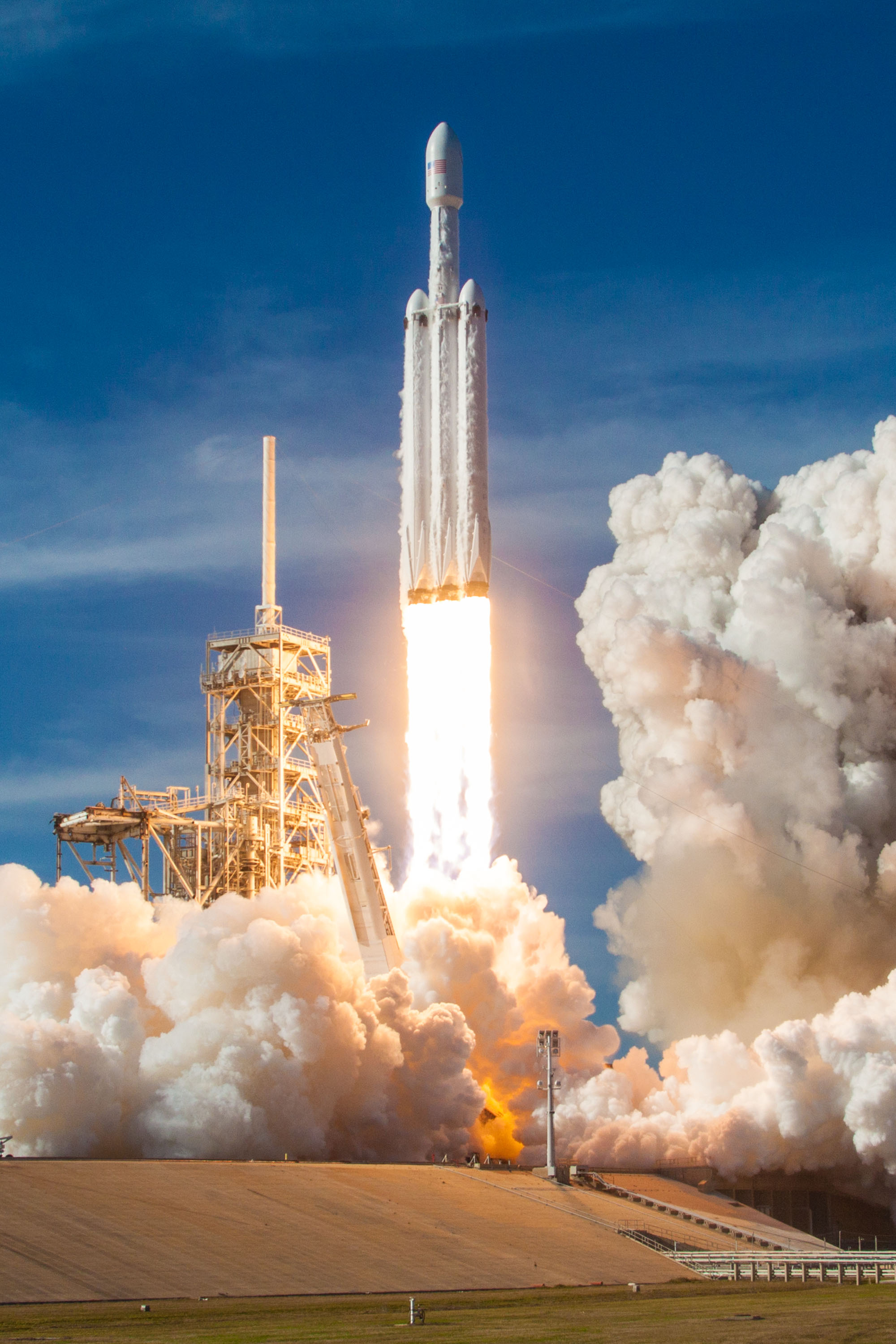
Falcon Heavy

- Berlin/Deutschland: In Berlin beginnt der zweitägige 21. Europäische Polizeikongress. Dabei steht der Kampf gegen Kindesmissbrauch und sexuelle Gewalt im Internet im Mittelpunkt.[11]
- Cape Canaveral/Vereinigte Staaten: Der privaten Weltraumorganisation SpaceX gelingt der Start der neuen Trägerrakete Falcon Heavy. Seit der sowjetischen Trägerrakete Energija 1988 ist Falcon Heavy das Trägersystem mit dem größten Startschub, das sich als flugfähig erweist.[12]
- Hualien/Taiwan: An der Ostküste Taiwans ereignet sich ein Erdbeben der Magnitude 6,0.[13]
- Warschau/Polen: Präsident Andrzej Duda unterzeichnet das sogenannte Holocaust-Gesetz. Damit soll die Verwendung faktenwidriger Begriffe wie „polnische Vernichtungslager“ bestraft werden. International kritisiert wird, dass es auch die Möglichkeit zur Zensur eröffnen könnte, insbesondere von Presseveröffentlichungen über Kollaboration mit den Nationalsozialisten und antisemitische Gewalttaten von Polen.[14]

### Mittwoch, 7. Februar 2018
- Berlin/Deutschland: „Ein neuer Aufbruch für Europa, eine neue Dynamik für Deutschland, ein neuer Zusammenhalt für unser Land“ ist der Titel des Koalitionsvertrags, auf den sich die Verhandlungsführer der Unionsparteien und der SPD 135 Tage nach der Bundestagswahl 2017 einigen. Die SPD beabsichtigt die Durchführung einer Mitgliederbefragung, bevor sie tatsächlich in die heute vereinbarte neuerliche Große Koalition eintritt.[15]
- Straßburg/Frankreich: Nach beleidigenden Äußerungen gegenüber der Abgeordneten Róża Thun setzt das Europäische Parlament seinen Vizepräsidenten Ryszard Czarnecki mit der nötigen Zweidrittelmehrheit ab.[16]

### Donnerstag, 8. Februar 2018
- Hamilton/Bermuda: Als erste Region der Welt schafft Bermuda die Ehe für alle ab, die nach einem Urteil des Obersten Gerichtshofes 2017 eingeführt worden und auf der Inselgruppe gesellschaftlich heftig umstritten war. Ein entsprechend unterzeichnetes Gesetz von Gouverneur John Rankin findet die Unterstützung des britischen Außenministers Boris Johnson, der mit seinem Veto das Gesetz hätte verhindern können, aber keine Rechtfertigung sah, in die Selbstverwaltung des Überseegebietes einzugreifen. Bereits geschlossene gleichgeschlechtliche Ehen behalten ihre Gültigkeit.[17]

### Freitag, 9. Februar 2018

Logo der XXIII. Olympischen Winterspiele in Südkorea

- Berlin/Deutschland: Der SPD-Bundesvorsitzende Martin Schulz erklärt kurz nach der Ankündigung seines Rücktritts als Parteichef auch seinen Verzicht auf den Eintritt in die geplante Bundesregierung aus seiner Partei und den Unionsparteien. Vor zwei Tagen wurde gemeldet, Schulz werde das Amt des Außenministers übernehmen.[18]
- Pyeongchang/Südkorea: Bei der Eröffnung der XXIII. Olympischen Winterspiele laufen die Athleten Nord- und Südkoreas als gemeinsames Team ein.[19]

### Samstag, 10. Februar 2018
- Harduf/Israel: Ein israelischer Kampfjet des Typs F-16 stürzt im Norden des Landes ab. Die Piloten retten sich mit dem Schleudersitz. Militärsprecher der Israelischen Streitkräfte gehen davon aus, dass das Flugzeug abgeschossen wurde, nachdem es mehrere Angriffe auf Stellungen in Syrien geflogen hatte. Die Streitkräfte Syriens behaupten, das Flugzeug abgeschossen zu haben.[20]

### Sonntag, 11. Februar 2018
- Berlin/Deutschland: Der Titel im Wettbewerb der Herren geht bei der Hallenhockey-Weltmeisterschaft an das Team aus Österreich. Im Wettbewerb der Damen heißt der Sieger Deutschland.[21][22]
- Monaco/Monaco: Die Liste Primo! geht aus der Parlamentswahl als Sieger hervor.[23]
- Ramenskoje/Russland: Ein Flugzeug vom Typ Antonow An-148 der Saratov Airlines mit 71 Insassen verschwindet kurz nach dem Start in Moskau vom Radar und zerschellt bei Argunowo im Rajon Ramenskoje am Boden.[24]

### Montag, 12. Februar 2018
- Kuwait/Kuwait: Auf der Geberkonferenz zum Wiederaufbau des Irak veranschlagt der irakische Planungsminister Salman al-Dschumaili einen Bedarf von umgerechnet rund 72 Milliarden Euro für sein Land. In den Jahren ab 2014 hielt die Terrororganisation Islamischer Staat zeitweise ein Drittel des Irak besetzt.[25]

### Dienstag, 13. Februar 2018
- Berlin/Deutschland: Martin Schulz vollzieht den angekündigten Rücktritt als Parteichef der SPD. Das Parteipräsidium bestimmt dessen Stellvertreter Olaf Scholz zum kommissarischen Bundesvorsitzenden.[26]

### Mittwoch, 14. Februar 2018
- Köln/Deutschland: Die Heinrich-von-Kleist-Gesellschaft vergibt den Kleist-Preis an den österreichischen Schriftsteller Christoph Ransmayr.[27]
- Parkland/Vereinigte Staaten: Bei einem Amoklauf an einer Schule in Florida kommen 17 Menschen ums Leben. Der Amokläufer ist ein 19-jähriger ehemaliger Schüler, den man wegen seines Verhaltens von der Schule verwiesen hatte. Eine Stunde nach dem Beginn der Tat gelingt es den Einsatzkräften, ihn festzunehmen.[28]
- Pretoria/Südafrika: Jacob Zuma (ANC) erklärt seinen Rücktritt als Präsident des Landes. Bereits vor seinem Amtsantritt vor rund neun Jahren wurde Zuma Korruption vorgeworfen.[29]

### Donnerstag, 15. Februar 2018

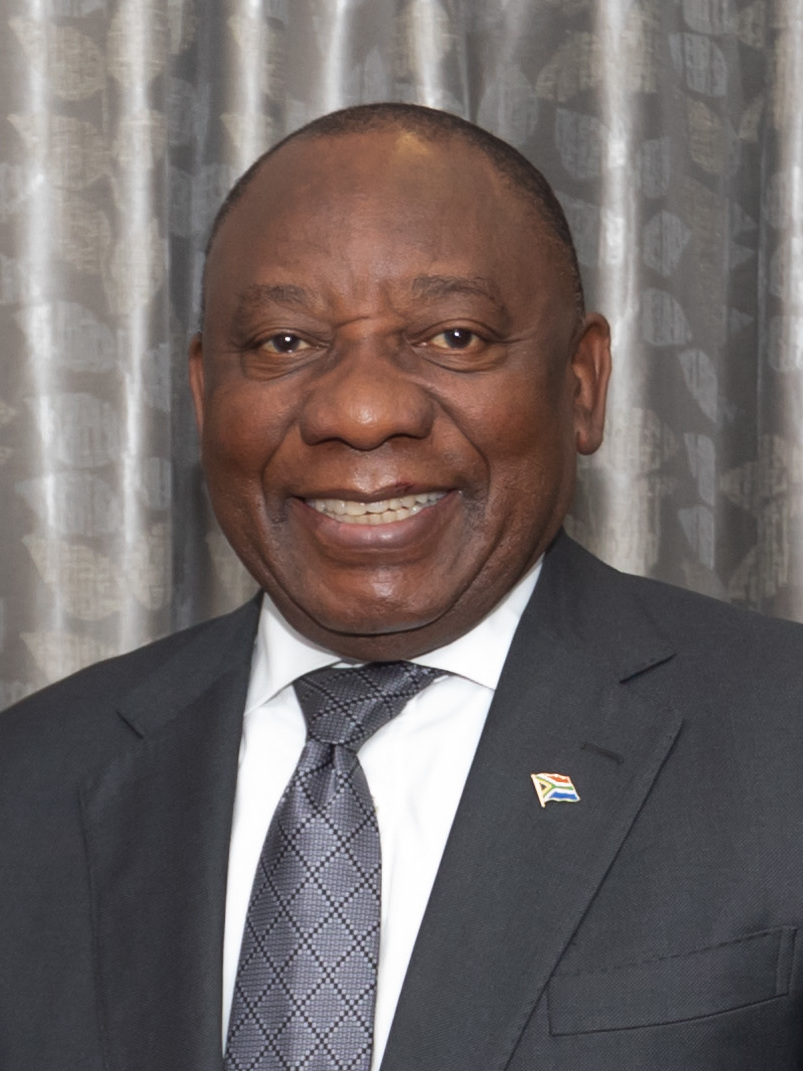
Cyril Ramaphosa

- Addis Abeba/Äthiopien: Nach landesweiten Protesten gegen die Regierung erklärt Ministerpräsident Hailemariam Desalegn seinen Rücktritt.[30]
- Berlin/Deutschland: Die 68. Internationalen Filmfestspiele Berlin werden mit dem Animationsfilm Isle of Dogs – Ataris Reise des amerikanischen Regisseurs Wes Anderson eröffnet.[31]
- Kapstadt/Südafrika: Die Nationalversammlung wählt den bisherigen Vize-Präsidenten Cyril Ramaphosa (ANC) zum neuen Präsidenten Südafrikas.[32]

### Freitag, 16. Februar 2018
- Addis Abeba/Äthiopien: In Äthiopien wird nach dem Rücktritt des Regierungschefs am Vortag der Ausnahmezustand verhängt.[33]
- Berlin/Deutschland: Nach mehr als einem Jahr Untersuchungshaft in der Türkei kehrt der Journalist Deniz Yücel noch am Tag seiner Entlassung zurück nach Deutschland.[34]
- München/Deutschland: Zum Auftakt der dreitägigen Münchner Sicherheitskonferenz kommentiert der Generalsekretär der Vereinten Nationen António Guterres die Sicherheitslage auf der Welt mit den Worten: „Die Alarmsignale leuchten dunkelrot.“[35]
- Würzburg/Deutschland: Papst Franziskus ernennt Franz Jung zum 89. Bischof der Diözese Würzburg.[36]

### Samstag, 17. Februar 2018
- Oaxaca/Mexiko: Der Innenminister des Landes Alfonso Navarrete Prida will sich ein Bild von den Schäden eines Erdbebens der Stärke 7,2 Mw im Bundesstaat Oaxaca machen und reist mit einem Hubschrauber in das betroffene Gebiet. Beim Absturz des Hubschraubers bei Santiago Jamiltepec sterben 13 Menschen. Der Innenminister bleibt unverletzt. Durch das Erdbeben selbst kamen keine Menschen zu Tode.[37]

### Sonntag, 18. Februar 2018

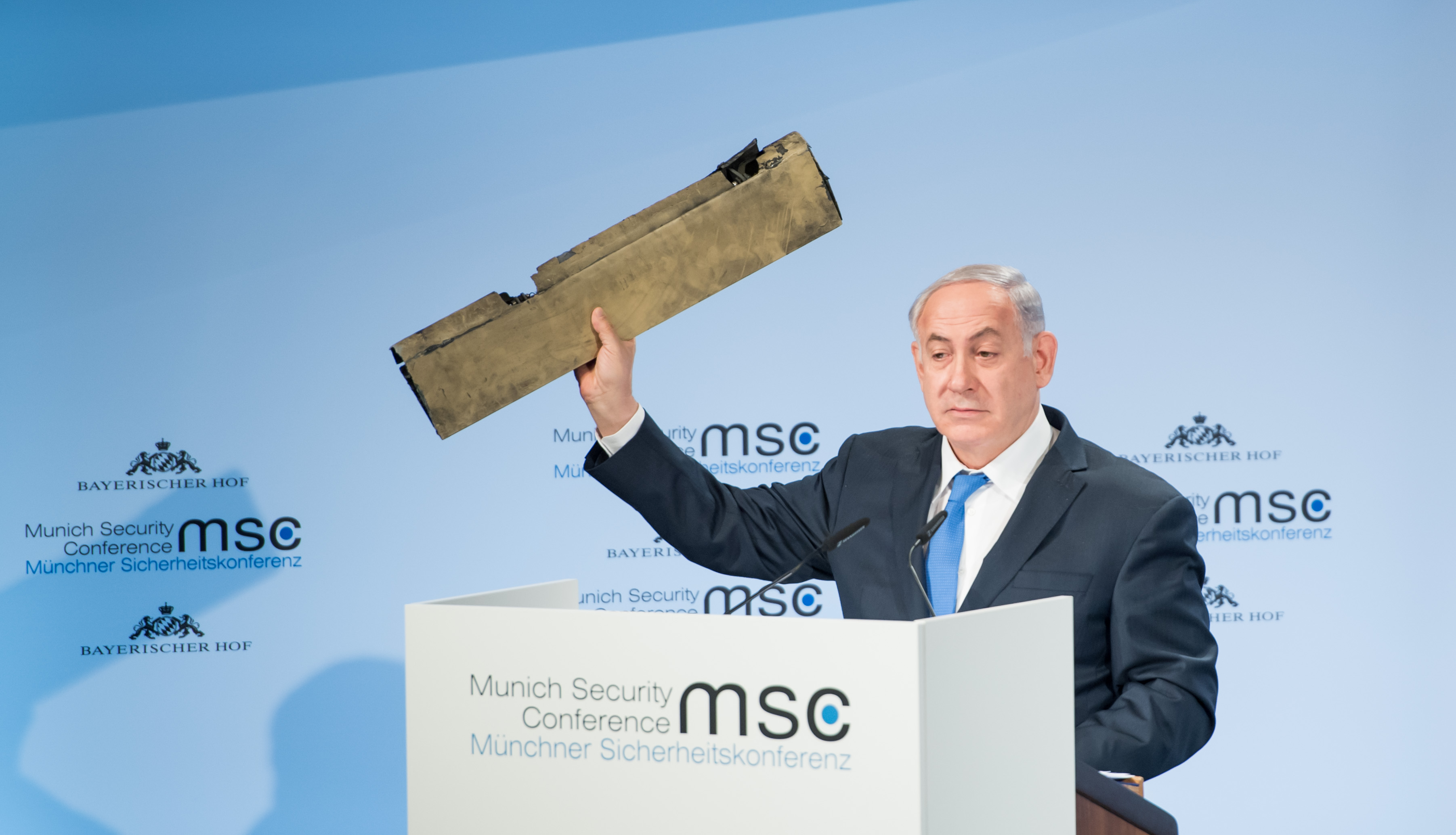
Benjamin Netanjahu

- London/Vereinigtes Königreich: Die British Academy Film Awards 2018 werden verliehen.[38]
- München/Deutschland: Auf der Münchner Sicherheitskonferenz präsentiert der israelische Ministerpräsident Benjamin Netanjahu ein Wrackteil, das nach eigener Auskunft zu einer Drohne gehörte, die der Iran mittels Syrien über Israel operieren ließ und die von den dortigen Streitkräften abgeschossen wurde.[39]

### Montag, 19. Februar 2018
- Maputo/Mosambik: Der Einsturz einer Müllhalde am Rande der mosambikanischen Hauptstadt kostet 17 Personen das Leben.[40]

### Dienstag, 20. Februar 2018
- Caracas/Venezuela: Der Verkauf der angeblichen „Kryptowährung“ Petro beginnt. Die Regierung verspricht den Besitzern der weltweit ersten staatlich ausgegebenen Kryptowährung eine Absicherung durch Rohöl.[41] Die Lancierung war offensichtlich eher ein Versuch der Regierung, Kryptowährungen abzuwehren oder zu diskreditieren.[42][43]

### Mittwoch, 21. Februar 2018
- London/Vereinigtes Königreich: Bei den diesjährigen BRIT Awards wird der Grime-Rapper Stormzy als bester männlicher Solo-Musiker sowie für das beste britische Musikalbum des Jahres ausgezeichnet.[44]

### Donnerstag, 22. Februar 2018
- Berlin/Deutschland: Das Ergebnis des Vorentscheids für den Eurovision Song Contest im Mai dieses Jahres ist, dass Michael Schulte für Deutschland antreten wird.[45]
- Hamburg/Deutschland: Den Preis des Publikums in der Kategorie „Bestes Dokutainment-Format“ erhält bei der Verleihung der Goldenen Kamera 2018 die von Horst Lichter moderierte ZDF-Sendung Bares für Rares.[46]
- Leipzig/Deutschland: Der 7. Revisionssenat des Bundesverwaltungsgerichts verhandelt über die Frage, ob Kommunen Diesel-Fahrverbote bereits nach geltendem Recht ohne bundesweite Regelung anordnen können, in den Rechtssachen Deutsche Umwelthilfe (DUH) gegen das Land Nordrhein-Westfalen und das Land Baden-Württemberg und teilt anschließend mit, seine Entscheidung erst am 27. Februar 2018 zu verkünden.[47]

### Freitag, 23. Februar 2018

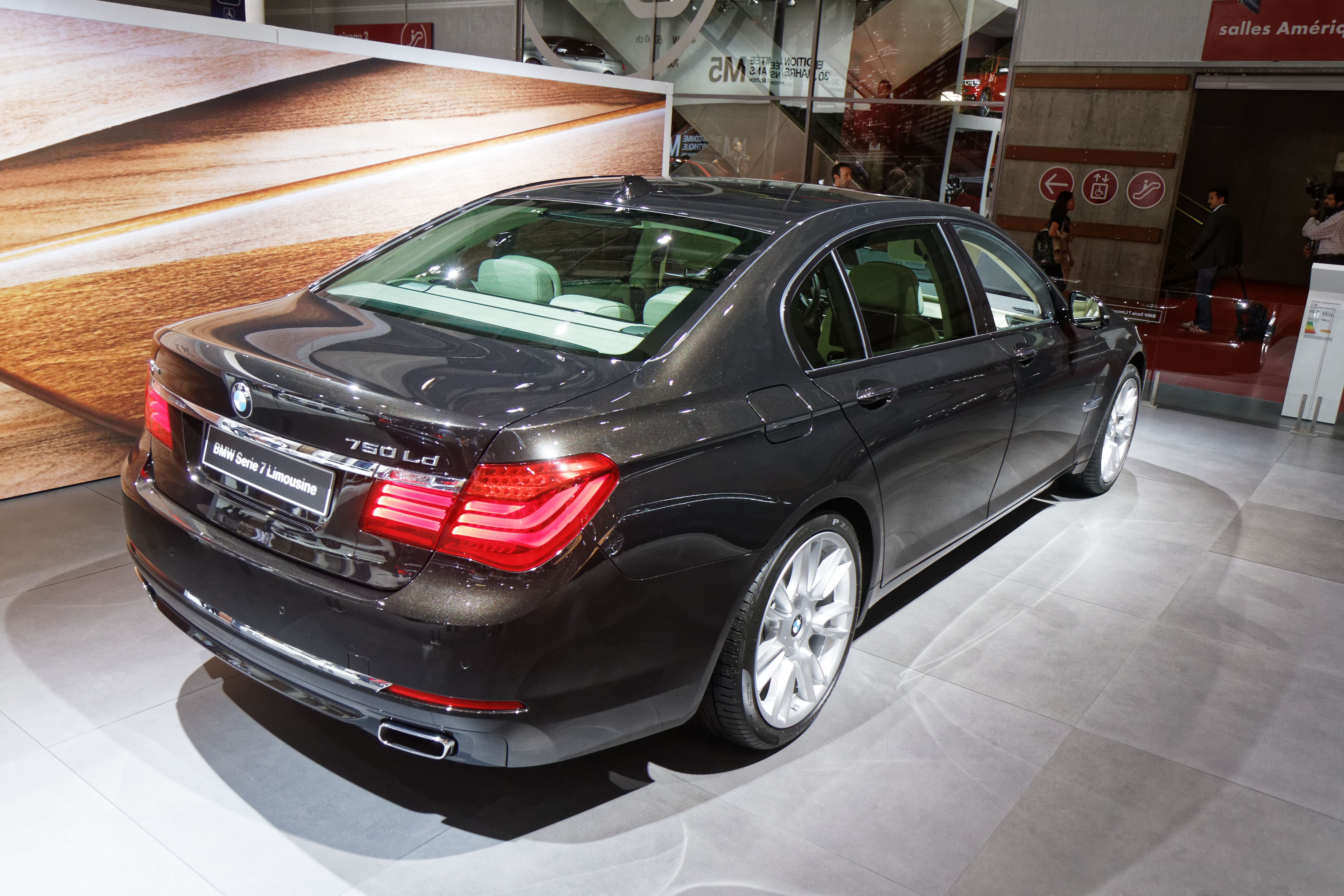
Mit dem 750d (im Bild als Langversion) erreicht der Abgasskandal BMW

- Dschibuti/Dschibuti: Nachdem weite Teile der Opposition die Wahl zur Nationalversammlung boykottieren, holt die Partei von Präsident Ismail Omar Guelleh 58 der 65 Parlamentsmandate.[48]
- München/Deutschland: Bei einigen BMW-N57-Motoren wurde unzureichende Abgas-Software aufgespielt. Nach auffälligen Messungen durch die Deutsche Umwelthilfe im Kontext des Abgasskandals geriet der Kfz-Hersteller ins Visier des Kraftfahrt-Bundesamts. Laut BMW müssten knapp 12.000 Fahrzeuge mit Dieselmotor zurückgerufen werden.[49]
- Wien/Österreich: Brigitte Bierlein wird als neue Präsidentin des österreichischen Verfassungsgerichtshof, Christoph Grabenwarter als ihr Stellvertreter angelobt.[50]

### Samstag, 24. Februar 2018
- Berlin/Deutschland: Die Jury der 68. Internationalen Filmfestspiele Berlin zeichnet den Film Touch Me Not der rumänischen Regisseurin Adina Pintilie als besten Beitrag des Festivals mit dem Goldenen Bären aus.[51]
- Ghuta/Syrien: Die Syrische Beobachtungsstelle für Menschenrechte meldet circa 500 getötete Zivilisten im Ostteil der Stadt Ghuta seit dem vergangenen Sonntag. Seit 2013 sind circa 400.000 Zivilisten vollständig eingekesselt. Ost-Ghuta steht unter Kontrolle der bis 2017 von Saudi-Arabien unterstützten Jeysh al-Islam und der ehemals von Katar sowie der Türkei unterstützten Falaq al-Rahman. Es wird von den regierungstreuen Streitkräften Syriens belagert sowie im Verbund mit den Streitkräften Russlands aus der Luft angegriffen.[52][53]

### Sonntag, 25. Februar 2018

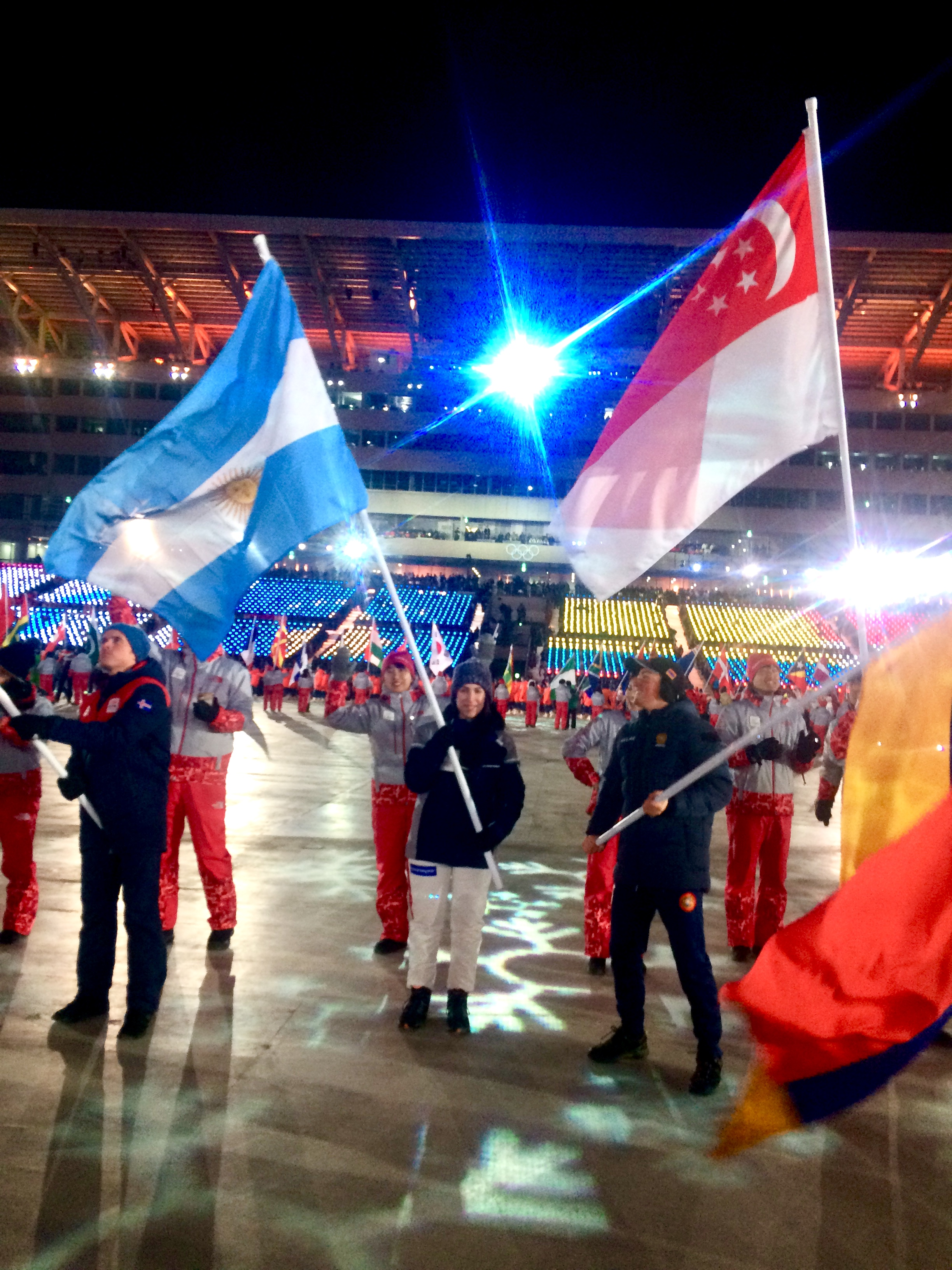
Ende der Olympischen Winterspiele

- Innsbruck/Österreich: Bei der Landtagswahl in Tirol landet die Tiroler Volkspartei (VP) als stärkste politische Kraft weit vor der zweitplatzierten SPÖ. Die VP verbessert sich um 5 % auf jetzt 44 % und die SPÖ gewinnt leicht auf jetzt 17 % hinzu.[54]
- Pyeongchang/Südkorea: Die 23. Olympischen Winterspiele enden mit der traditionellen Abschlussfeier. Erfolgreichste Nation ist Norwegen mit 39 Medaillen. Die Sportler aus Deutschland gewinnen 31 Medaillen, die Schweizer 15, die Österreicher 14 und eine geht nach Liechtenstein.[55]

### Montag, 26. Februar 2018
- Bratislava/Slowakei: Die Ermordung des Investigativjournalisten Ján Kuciak und seiner Verlobten intensiviert in der Slowakei die Debatte über Korruption.[56]
- Mendi/Papua-Neuguinea: Ein schweres Erdbeben, das auch im indonesischen Teil der Insel Neuguinea zu spüren war, fordert in den schwer zugänglichen Highlands in Papua-Neuguinea neben Sachschäden mindestens 30 Menschenleben und über 300 Verletzte.[57]

### Dienstag, 27. Februar 2018
- Leipzig/Deutschland: Das Urteil des Bundesverwaltungsgerichts zu Diesel-Fahrverboten löst in der deutschen Wirtschaft laut der Zeitung Handelsblatt „Entsetzen“ aus. Die Richter gestatten der kommunalen Ebene, eigenständig beschränkte Fahrverbote auszusprechen, wenn die europäischen Grenzwerte zur Luftreinhaltung überschritten wurden. Eine gesetzliche Regelung durch den Bund gibt es derzeit nicht.[58]

### Mittwoch, 28. Februar 2018
- Berlin/Deutschland: Das Bundesministerium des Innern bestätigt erfolgreiche Cyberattacken auf das Rechnernetz der Bundesverwaltung. Als Urheber der Angriffe wird die Sofacy Group verdächtigt, die unter Kontrolle des russischen Nachrichtendiensts FSB stehen soll.[59]
- Bratislava/Slowakei: Nach dem Journalistenmord an Ján Kuciak erklärt Kultusminister Marek Maďarič, der als Ressortchef auch für die Medien zuständig ist, seinen Rücktritt.[60]
- Kabul/Afghanistan: Zur Lösung des mittlerweile 16 Jahre andauernden Bürgerkriegs in Afghanistan bietet Präsident Aschraf Ghani an, die Taliban ohne Vorbedingungen als legitime politische Gruppe anzuerkennen.[61]

## Weblinks

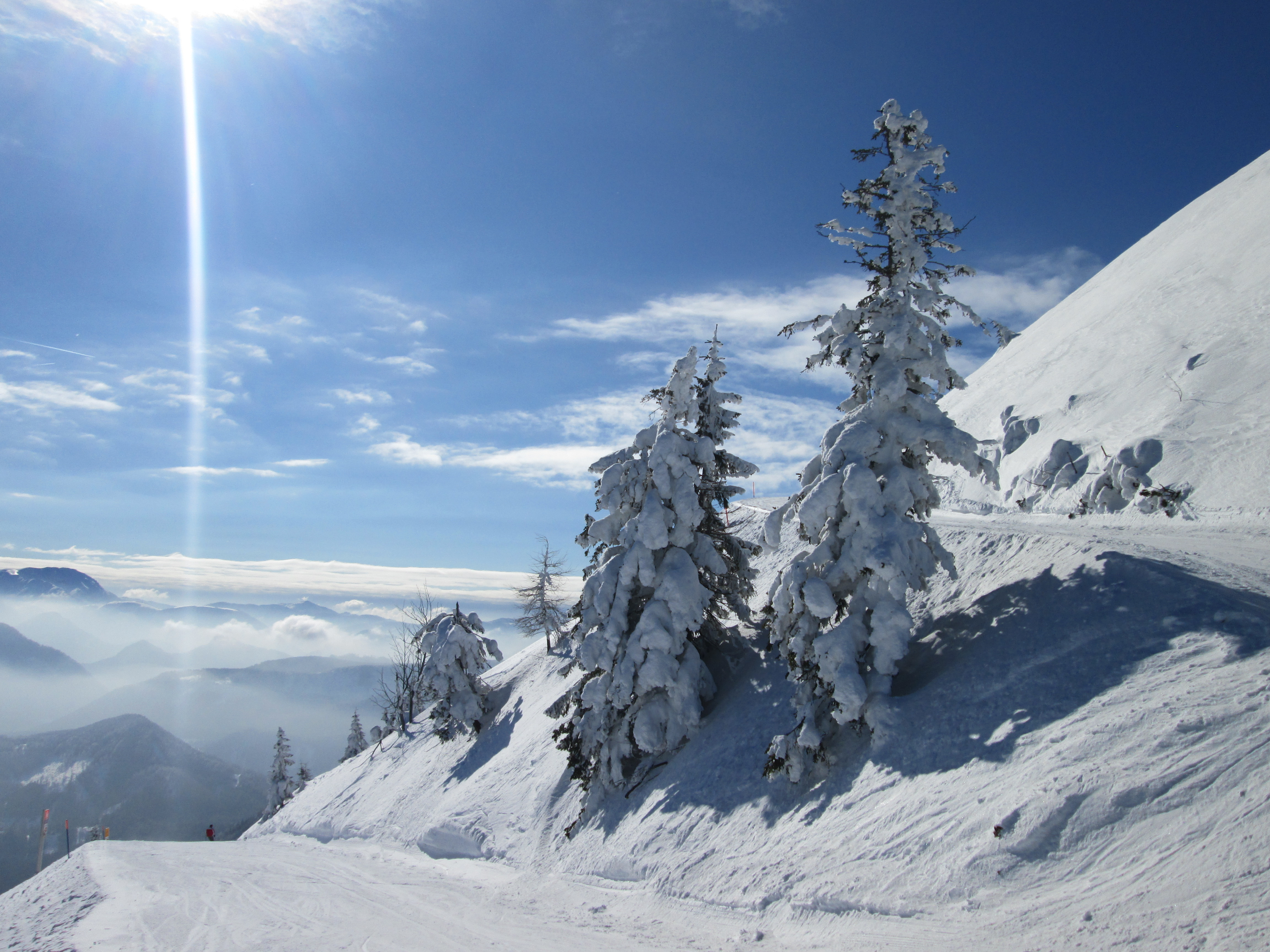
Niederösterreich im Februar 2018